# Радио Нова Нюз
 Тази статия е за радиостанцията.  За телевизионния канал вижте Нова Нюз.  
Радио Нова Нюз (изписвана също като Radio NOVA NEWS) е българска радиостанция, която започва излъчване на 10 март 2015 г. на мястото на възроденото радио „Аура“, тогава собственост на групата на Communicorp Group Ltd. На 22 септември 2015 г. стартира излъчването на програмата на Радио NOVA NEWS. Радиото е съвместен проект на Нова Броудкастинг Груп и Радиоплей Медия (до 2020 г. – „Фреш Медиа България“ АД).
Програмата на радиото се излъчва в София, Кюстендил, Велико Търново, от септември 2017 г. и в Кърджали, Несебър и Велинград. От 5 декември радиото излъчва в Троян на 95.7 MHz. През май 2020 г. радиото започна излъчване в Дупница на 105.8 MHz.
Радио NOVA NEWS излъчва ексклузивно в програмата си основните предавания на NOVA „Здравей, България“, публицистичното предаване „Пресечна точка“ от 16:10 ч., всички новинарски емисии на медията – в 12:00, в 16:00, в 19:00 и в 23:00 часа, както и сутрешния блок през уикенда „Събуди се“ и неделното публицистично предаване „На фокус“ а също и „Темата на NOVA“. По радио NOVA NEWS се излъчват и от понеделник до петък радио емисии на всеки кръгъл час. В часовете, в които не се излъчват новини и актуални предавания, радиото излъчва музикална програма.
.